# Presidenti di Panama
Questa pagina raccoglie i capi di stato di Panama dal 1903, quando il trattato Hay-Bunau Varilla ne sancì la separazione dalla Colombia e la definitiva autonomia.
Prima di allora Panama aveva vissuto un breve periodo di indipendenza dalla Repubblica della Nuova Granada come "Stato libero dell'Istmo" tra il 1840 e il 1841 sotto la guida di Tomás de Herrera.
Dall'11 ottobre 1968 al 20 dicembre 1989 il paese viene governato de facto da una dittatura militare, nonostante vengano comunque nominati nel corso degli anni dei presidenti.

## Presidente del Consiglio municipale di Panamá ede factoPresidente (1903)
| Foto | Presidente       | Dal             | Al              |
| ---- | ---------------- | --------------- | --------------- |
|      | Demetrio H. Brid | 3 novembre 1903 | 4 novembre 1903 |

## Giunta provvisoria di governo (1903-1904)
- José Agustín Arango: 4 novembre 1903 - 20 febbraio 1904
- Tomás Arias: 4 novembre 1903 - 20 febbraio 1904
- Federico Boyd: 4 novembre 1903 - 20 febbraio 1904
- Manuel Espinosa Batista: 9 novembre 1903 - 7 dicembre 1903

## Presidenti di Panama
| N°                  | Foto | Presidente                                            | Partito                            | Mandato           | Mandato           | Elezioni | Note                                                                 |
| N°                  | Foto | Presidente                                            | Partito                            | Dal               | Al                | Elezioni | Note                                                                 |
| ------------------- | ---- | ----------------------------------------------------- | ---------------------------------- | ----------------- | ----------------- | -------- | -------------------------------------------------------------------- |
| 1                   |      | Manuel Amador Guerrero                                | Partito Conservatore               | 20 febbraio 1904  | 1º ottobre 1908   | 1904     |                                                                      |
| 2                   |      | José Domingo de Obaldía                               | Partito Nazional Liberale          | 1º ottobre 1908   | 1º marzo 1910     | 1908     | Morto in carica                                                      |
|                     |      | Carlos Antonio Mendoza (facente funzione)             | Partito Nazional Liberale          | 1º marzo 1910     | 1º ottobre 1910   | —        |                                                                      |
|                     |      | Federico Boyd (facente funzione)                      | Partito Nazional Liberale          | 1º ottobre 1910   | 5 ottobre 1910    |          |                                                                      |
|                     |      | Pablo Arosemena (facente funzione)                    | Partito Nazional Liberale          | 5 ottobre 1910    | 1º ottobre 1912   |          |                                                                      |
| 3                   |      | Belisario Porras Barahona                             | Partito Nazional Liberale          | 1º ottobre 1912   | 1º ottobre 1916   | 1912     |                                                                      |
| 4                   |      | Ramón Maximiliano Valdés                              | Partito Nazional Liberale          | 1º ottobre 1916   | 3 giugno 1918     | 1916     | Morto in carica                                                      |
|                     |      | Ciro Luis Urriola (facente funzione)                  | Partito Nazional Liberale          | 3 giugno 1918     | 1º ottobre 1918   |          |                                                                      |
|                     |      | Pedro Antonio Díaz (facente funzione)                 | Partito Conservatore               | 1º ottobre 1918   | 12 ottobre 1918   |          |                                                                      |
| 5                   |      | Belisario Porras Barahona                             | Partito Nazional Liberale          | 12 ottobre 1918   | 30 gennaio 1920   | 1918     |                                                                      |
|                     |      | Ernesto Tisdel Lefevre (facente funzione)             | Partito Nazional Liberale          | 30 gennaio 1920   | 1º ottobre 1920   |          |                                                                      |
| 6                   |      | Belisario Porras Barahona                             | Partito Nazional Liberale          | 1º ottobre 1920   | 1º ottobre 1924   | 1920     |                                                                      |
| 7                   |      | Rodolfo Chiari                                        | Partito Nazional Liberale          | 1º ottobre 1924   | 1º ottobre 1928   | 1924     |                                                                      |
| 8                   |      | Florencio Harmodio Arosemena                          | Partito Nazional Liberale          | 1º ottobre 1928   | 3 gennaio 1931    | 1928     | Deposto durante un colpo di Stato                                    |
|                     |      | Harmodio Arias Madrid (facente funzione)              | Nessuno                            | 3 gennaio 1931    | 16 gennaio 1931   |          |                                                                      |
| 9                   |      | Ricardo Joaquín Alfaro Jované                         | Partito Nazional Liberale          | 16 gennaio 1931   | 5 giugno 1932     |          |                                                                      |
| 10                  |      | Harmodio Arias Madrid                                 | Partito Nazional-Rivoluzionario    | 5 giugno 1932     | 1º ottobre 1936   | 1932     |                                                                      |
| 11                  |      | Juan Demóstenes Arosemena                             | Partito Nazional Liberale          | 1º ottobre 1936   | 16 dicembre 1939  | 1936     | Morto in carica                                                      |
|                     |      | Ezequiel Fernández (facente funzione)                 | Partito Nazional-Rivoluzionario    | 16 dicembre 1939  | 18 dicembre 1939  |          |                                                                      |
|                     |      | Agostoo Samuel Boyd (facente funzione)                | Partito Nazional-Rivoluzionario    | 18 dicembre 1939  | 1º ottobre 1940   |          |                                                                      |
| 12                  |      | Arnulfo Arias                                         | Partito Nazional-Rivoluzionario    | 1º ottobre 1940   | 9 ottobre 1941    | 1940     | Deposto durante un colpo di Stato                                    |
| 13                  |      | Ricardo Adolfo de la Guardia Arango                   | Nessuno                            | 9 ottobre 1941    | 15 giugno 1945    |          |                                                                      |
|                     |      | Enrique Adolfo Jiménez (provvisorio)                  | Partito Nazional Liberale          | 15 giugno 1945    | 7 agosto 1948     | 1945     | Dimessosi dopo un attacco di cuore e morto poco meno di un mese dopo |
| 14                  |      | Domingo Díaz Arosemena                                | Partito Nazional Liberale          | 7 agosto 1948     | 28 luglio 1949    | 1948     |                                                                      |
| 15                  |      | Daniel Chanis Pinzón                                  | Partito Nazional Liberale          | 28 luglio 1949    | 20 novembre 1949  |          |                                                                      |
| 16                  |      | Roberto Francisco Chiari Remón                        | Partito Nazional Liberale          | 20 novembre 1949  | 24 novembre 1949  |          |                                                                      |
| 17                  |      | Arnulfo Arias                                         | Partito Panameñista                | 24 novembre 1949  | 9 maggio 1951     |          |                                                                      |
| 18                  |      | Alcibíades Arosemena                                  | Partito Rivoluzionario Autentico   | 9 maggio 1951     | 1º ottobre 1952   |          |                                                                      |
| 19                  |      | José Antonio Remón Cantera                            | Coalizione Patriottica Nazionale   | 1º ottobre 1952   | 2 gennaio 1955    | 1952     | Assassinato                                                          |
| 20                  |      | José Ramón Guizado                                    | Coalizione Patriottica Nazionale   | 2 gennaio 1955    | 29 marzo 1955     |          |                                                                      |
| 21                  |      | Ricardo Arias                                         | Coalizione Patriottica Nazionale   | 29 marzo 1955     | 1º ottobre 1956   |          |                                                                      |
| 22                  |      | Ernesto de la Guardia                                 | Coalizione Patriottica Nazionale   | 1º ottobre 1956   | 1º ottobre 1960   | 1956     |                                                                      |
| 23                  |      | Roberto Francisco Chiari Remón                        | Partito Nazional Liberale          | 1º ottobre 1960   | 1º ottobre 1964   | 1960     |                                                                      |
| 24                  |      | Marco Aurelio Robles                                  | Partito Nazional Liberale          | 1º ottobre 1964   | 1º ottobre 1968   | 1964     |                                                                      |
| 25                  |      | Arnulfo Arias                                         | Partito Panameñista                | 1º ottobre 1968   | 11 ottobre 1968   | 1968     | Deposto durante un colpo di Stato                                    |
| Dittatura militare  |      |                                                       |                                    |                   |                   |          |                                                                      |
| Leader militari     |      |                                                       |                                    |                   |                   |          |                                                                      |
|                     |      | Omar Torrijos                                         |                                    | 11 ottobre 1968   | 31 luglio 1981    |          | Morto in un incidente aereo                                          |
|                     |      | Florencio Flores Aguilar                              |                                    | 31 luglio 1981    | 3 marzo 1982      |          |                                                                      |
|                     |      | Rubén Darío Paredes                                   |                                    | 3 marzo 1982      | 12 agosto 1983    |          |                                                                      |
|                     |      | Manuel Noriega                                        |                                    | 12 agosto 1983    | 20 dicembre 1989  |          | Deposto durante l'invasione statunitense di Panama                   |
| Presidenti nominati |      |                                                       |                                    |                   |                   |          |                                                                      |
| 26                  |      | José María Pinilla Fábrega e Bolívar Urrutia Parrilla | Militari                           | 12 ottobre 1968   | 18 dicembre 1969  |          |                                                                      |
| 27                  |      | Demetrio B. Lakas                                     | Nessuno                            | 19 dicembre 1969  | 11 ottobre 1978   | 1972     |                                                                      |
| 28                  |      | Aristides Royo                                        | Partito Rivoluzionario Democratico | 11 ottobre 1978   | 31 luglio 1982    | 1978     |                                                                      |
| 29                  |      | Ricardo de la Espriella                               | Partito Rivoluzionario Democratico | 31 luglio 1982    | 13 febbraio 1984  |          |                                                                      |
| 30                  |      | Jorge Illueca                                         | Nessuno                            | 13 febbraio 1984  | 11 ottobre 1984   |          |                                                                      |
| 31                  |      | Nicolás Ardito Barletta Vallarino                     | Partito Rivoluzionario Democratico | 11 ottobre 1984   | 28 settembre 1985 | 1984     |                                                                      |
|                     |      | Eric Arturo Delvalle (facente funzione)               | Partito Repubblicano               | 28 settembre 1985 | 26 febbraio 1988  |          |                                                                      |
|                     |      | Manuel Solís Palma (facente funzione)                 | Partito Rivoluzionario Democratico | 26 febbraio 1988  | 1º settembre 1989 |          |                                                                      |
|                     |      | Francisco Rodríguez (provvisorio)                     | Partito Rivoluzionario Democratico | 1º settembre 1989 | 20 dicembre 1989  |          | Deposto durante l'invasione statunitense di Panama                   |

### Presidenti dal 1989
| N° | Foto | Presidente               | Partito                            | Elezione | Dal               | Al                |
| -- | ---- | ------------------------ | ---------------------------------- | -------- | ----------------- | ----------------- |
| 32 |      | Guillermo Endara         | Partito Panameñista                | 1989     | 20 dicembre 1989  | 1º settembre 1994 |
| 33 |      | Ernesto Pérez Balladares | Partito Rivoluzionario Democratico | 1994     | 1º settembre 1994 | 1º settembre 1999 |
| 34 |      | Mireya Moscoso           | Partito Panameñista                | 1999     | 1º settembre 1999 | 1º settembre 2004 |
| 35 |      | Martín Torrijos          | Partito Rivoluzionario Democratico | 2004     | 1º settembre 2004 | 1º luglio 2009    |
| 36 |      | Ricardo Martinelli       | Cambiamento Democratico            | 2009     | 1º luglio 2009    | 1º luglio 2014    |
| 37 |      | Juan Carlos Varela       | Partito Panameñista                | 2014     | 1º luglio 2014    | 1º luglio 2019    |
| 38 |      | Laurentino Cortizo       | Partito Rivoluzionario Democratico | 2019     | 1º luglio 2019    | 1º luglio 2024    |
| 39 |      | José Raúl Mulino         | Realizando Metas                   | 2024     | 1º luglio 2024    | In carica         |